# Tu n’es plus là
Tu n’es plus là – kompozycja napisana przez François Welgryn, Amel Bent oraz Jérôme Sebag na drugi studyjny album, francuskiej wokalistki Amel Bent, À 20 ans  (2007). Utwór został wydany jako trzeci singel promujący album w 2008 roku.
Kompozycja zajęła 40. pozycję notowania Ultratop Wallonia w Belgii oraz wspięła się na pozycję 8. na notowaniu digital download Francji.

## Teledysk
Teledysk do utworu został wydany w 2008 roku, dzięki współpracy Bent z wytwórnią Jive Epic. Reżyserem clipu jest Karmin Ouaret. Oficjalny treser ujrzał światło dzienne w styczniu 2008 roku. Video powstało ze specjalnym udziałem francuskiego aktora Malika Zidi.
Wideo zaczyna się sceną w której para (Malik Zidi oraz Amel Bent) wychodzą razem ze szpitala. Następnie akcja cofa się o jeden dzień. Ukazany jest ostatni dzień z życia pary; sprzeczki, awantury, nieudane zaręczany. Gdy leżąca w szpitalu Amel umiera, jej ukochany czując to, przybywa szybko do szpitala. Niestety jest już za późno i lekarz ostatecznie stwierdził zgon dziewczyny. Cala fabuła zostaje zamknięta tą samą sceną, która została otwarta (Malik wychodzi ze szpitala, ale tym razem już bez Amel).

## Personel
- Wokal: Amel Bent
- Wydanie : Volodia, Monsieur Bryan
- Wokal wspomagający : Sébastien Demeaux
- Aranżacja i dyrekcja smyczków : Marie-Jeanne Sérêo
- Skrzypce : Floriane Bonanni
- Bass : Laurent Varnerey
- Piano : Jérôme Sebag, Jean Yves D’Angelo

## Lista utworów
Digital download
1. Tu n'es Plus lá (Album version) – 4:16

CD Single Promo
1. Tu n'es Plus lá (Radio edit) – 3:45
2. Tu n'es Plus lá (Album version) – 4:16

## Pozycje na listach
| Lista przebojów (2008)          | Najwyższa pozycja |
| ------------------------------- | ----------------- |
| Belgia (Ultratop Wallonia)      | 40                |
| Francja (SNEP Digital Download) | 8                 |